# Nova Fátima (Paraná)
Nova Fátima est une municipalité brésilienne située dans l'État du Paraná.